# Vahyazdata
Vahyazdata (?-?) (en persa antic Vahyazdâta) va ser un noble persa que va intentar un cop d'estat en el 521 aC en temps de Darios I.

## Context històric
Al març de 522 aC, un mag anomenat Gaumata va obtenir el poder en l'imperi persa fent-se passar per Esmerdis, el germà del rei Cambises II. Gaumata va poder fer-ho, ja que Esmerdis havia estat assassinat per ordre del seu germà. Cambises va marxar immediatament contra l'usurpador, però va morir abans d'arribar a Pèrsia.
Segons l'historiador grec Heròdot d'Halicarnàs, Otanes, germà de la mare de Cambises i Esmerdis, va ser el primer a sospitar de l'engany. Otanes va convidar a Aspatines i Gòbries a tractar l'assumpte. Junts van decidir compartir el secret amb altres tres conspiradors: Hidarnes, Intafrenes i Megabazos. Estaven tots fent plans quan va arribar Darios i se'ls va afegir. Va convèncer els altres que el millor era actuar immediatament. Així, el 29 de setembre del 522 aC., van matar el fals Esmerdis. Darios va ser nomenat rei.

## La rebel·lió en el cor de Pèrsia
Darios va iniciar el seu regnat en un imperi on regnava una gran confusió. Pràcticament totes les províncies es van rebel·lar. Mentre Darios s'ocupava de Babilònia i Mèdia, Vahyazdata es va autoproclamar rei utilitzant la mateixa estratagema que Gaumata. Deia ser el veritable Esmerdis, guanyant cert suport a Pèrsia. Era tan poderós que va nomenar fins i tot a un sàtrapa a Aracòsia, el qual va ser derrotat pel sàtrapa nomenat per Darios, Vivana.
No es coneix molt de la procedència de Vahyazdata, però és probable que, sent com era un noble persa, estigués en l'exèrcit de Cambises a la mort d'aquest. Potser tenia millors motius que Darios per reclamar el tron (o almenys ho creia), rebel·lant-se contra el nou poder establert, un rei que no era parent de Cambises.
Vahyazdata va ser derrotat pel general de Darios Artavardiya el 24 de maig prop de Rakha (la moderna Behbehan), i per segona vegada el 14 de juliol prop de la muntanya Parga (prop de la ciutat moderna de Forg). L'usurpador va ser capturat i crucificat.